# Chèzeneuve
Chèzeneuve – miejscowość i gmina we Francji, w regionie Owernia-Rodan-Alpy, w departamencie Isère.
Według danych na rok 1990 gminę zamieszkiwało 339 osób, a gęstość zaludnienia wynosiła 50 osób/km² (wśród 2880 gmin regionu Rodan-Alpy Chèzeneuve plasuje się na 1291. miejscu pod względem liczby ludności, natomiast pod względem powierzchni na miejscu 1375.).